# 默切尼
默切尼，是匈牙利托尔瑙州所辖的一个村，总面积12.15平方公里，总人口345，人口密度28.4人/平方公里（2010年1月1日）。